# Korea International Circuit
Korea International Circuit – tor wyścigowy w Korei Południowej. Obiekt znajduje się ok. 400 km. na południe od stolicy kraju Seulu w prowincji Chŏlla Południowa. Tor, którego projektantem jest Hermann Tilke, jest obiektem permanentno-ulicznym. Koszt budowy wyniósł ok. 260 mln dolarów, a prace zakończono latem 2010 roku. W latach 2010-2013 tor był miejscem organizacji wyścigu o Grand Prix Korei Południowej Formuły 1.

## Zwycięzcy Grand Prix Korei Południowej
| Sezon | Kierowca         | Zespół           |        |
| ----- | ---------------- | ---------------- | ------ |
| 2010  | Fernando Alonso  | Ferrari          | Wyniki |
| 2011  | Sebastian Vettel | Red Bull-Renault | Wyniki |
| 2012  | Sebastian Vettel | Red Bull-Renault | Wyniki |
| 2013  | Sebastian Vettel | Red Bull-Renault | Wyniki |

Liczba zwycięstw (kierowcy):
- 3 - Sebastian Vettel
- 1 – Fernando Alonso

Liczba zwycięstw (konstruktorzy):
- 3 - Red Bull
- 1 – Ferrari